# Красне (Чорнобильський район, Машівська сільрада)
Красне — колишнє село в Україні, за 6 км від ЧАЕС та за 25 км від колишнього райцентра — м. Чорнобиль, на лівому березі річки Прип'ять (біля однієї з стариць), в Іванківському районі Київської області. До 1986 року входило до складу Чорнобильського району.
Одна з перших писемних згадок про село датована 1685 роком. У 1800 році на місці давньої було споруджено дерев'яну церкву Архистратига Михаїла (Красне), до якої були приписані села Городчан, Зимовище, Машеве, Усів та Хоромне.
1864 року у селі мешкало 279 осіб, 1887 року — 383 православних та 101 єврей на усю парафію. Селяни мешкали у традиційних для Полісся курних хатах.
1900 року у 91 дворі мешкали 554 мешканці, що займалися здебільшого хліборобством. При церкві була церковно-парафіяльна школа.
У селі було 4 млини.
На межі 1970-80-х рр. у селі проживало близько 350 мешканців.
У радянський час підпорядковувалося Машівській сільській раді. Напередодні аварії на ЧАЕС у селі проживало 325 мешканців, було 158 дворів.
Після аварії на станції 26 квітня 1986 село було відселене внаслідок сильного забруднення, мешканці переселені у села Лукаші та Рудницьке. Офіційно зняте з обліку 1999 року за відсутністю жителів.
Після Чорнобильської катастрофи село увійшло до 10-кілометрової зони відчуження.
Дерев'яна церква Архистратига Михаїла збереглася донині і у ній періодично проводяться богослужіння.
Частина території села згоріла під час лісових пожеж у 2020 році.
З кінця лютого до 1 квітня 2022 року село було окуповане російськими військами.